# Четврта лига Републике Српске у фудбалу
Подручна лига Републике Српске у фудбалу или Четврта лига Републике Српске у фудбалу је четврти степен такмичења у фудбалу у Републици Српској коју организује Фудбалски савез Републике Српске. Подручне лиге су све до 2008 године биле трећи степен такмичења,да би оснивањем Регионалне лиге Републике Српске  постале четврти степен такмичења. У четвртој лиги у сезони 2020/21 се такмичи 113 клубова подијељених у 8 група:  Приједор (16 клубова), Градишка (16 клубова),Бања Лука (12 клубова ),  Добој-Брод (13 клубова), Шамац-Модрича (16  клубова), Посавина(16 клубова), Семберија (14 клубова), , Бирач (10 клубова) . Први клуб у свакој групи прелази у Регионалну лигу Републику Српске, а у четврту лигу се пласирају први клубови из Пета лига Републике Српске у фудбалу .

## Подручна лига Републике Српске Приједор,grupa „A”
У Подручној лиги Републике Српске, група Приједор такмичи се 16 клубова.Лига је подељена на двије подгрупе са по 8 екипа .Клубови  grupe „A” у сезони 2020/21.
| Клуб            | Мјесто       |
| --------------- | ------------ |
| ФК Мраковица    | Козаруша     |
| ФК Љубија       | Љубија       |
| ФК Козара       | Доњи Орловци |
| ФК Славен       | Добрљин      |
| ФК 7.република  | Сводна       |
| ОФК Берек 1975  | Приједор     |
| ФК Моштаница    | Божићи       |
| ФК Радник Урије | Приједор     |

## Подручна лига Републике Српске Приједор,grupa „Б”
У Подручној лиги Републике Српске, група Приједор такмичи се 16 клубова.Лига је подељена на двије подгрупе са по 8 екипа .Клубови  grupe „”Б у сезони 2020/21.
| Клуб          | Мјесто     |
| ------------- | ---------- |
| OФК Раван     | Међеђа     |
| ФК Брзи       | Буснови    |
| ФК Гомјеница  | Приједор   |
| ФК Кнежопољац | Кнежица    |
| ФК Подгрмеч   | Оштра Лука |
| ФК Рудар      | Благај     |
| ОФК Расавци   | Расавци    |
| ФК Кисељак    | Копривна   |

## Подручна лига Републике Српске Градишка
У Подручној лиги Републике Српске, група Градишка такмичи се 16 клубова.Клубови у сезони 2020/21
| Клуб               | Мјесто          |
| ------------------ | --------------- |
| ФК Бисери          | Чатрња          |
| ФК Борац           | Машићи          |
| ФК Борац           | Шибовска        |
| ФК 13.скојевки     | Грбавци         |
| ФК Козара          | Турјак          |
| ФК Поткозарје      | Александровац   |
| ФК Ламинци         | Ламинци         |
| ФК Млади Крајишник | Кукуље          |
| ФК Полет           | Елезагићи       |
| ФК Слога ДИПО      | Горњи Подградци |
| ФК Слобода         | Доњи Подградци  |
| ФК Торпедо         | Церовљани       |
| ФК Обрадовац       | Градишка        |
| ФК Омладинац       | Брестовчина     |
| ФК Жупа            | Милосавци       |
| ФК Калеми          | Требовљани      |

## Подручна лига Републике Српске Бања Лука
У Подручној лиги Републике Српске, група Бања Лука такмичи се 12 клубова.Клубови у сезони 2020/21.
| Клуб               | Мјесто           |
| ------------------ | ---------------- |
| ФК Гомионица       | Бронзани Мајдан  |
| ОФК Спартак 2013   | Бања Лука        |
| Будућност          | Бања Лука        |
| Борац              | Дрвар            |
| ФК Karanovac       | Карановац        |
| ФК Младост         | Залужани         |
| ФК Омладинац       | Бања Лука        |
| ФК Полет Крајишник | Драгочај         |
| ФК Рекреативно     | Бања Лука        |
| ФК Врбас           | Бања Лука        |
| ФК Шњеготина       | Шњеготина Велика |
| ОФК Бања Лука      | Бања Лука        |

## Подручна лига Републике Српске Добој,група Добој-Брод
У Подручној лиги Републике Српске, група Добој- Брод такмичи се 13 клубова. Подручна лига РС Добој је подијељена на двије групе,Добој-Брод и Шамац-Модрича. Клубови у сезони 2020/21  .
| Клуб                 | Мјесто       |
| -------------------- | ------------ |
| ФК Борац             | Осиња        |
| OФК Придјел          | Придјел Доњи |
| OФК Збориште         | Збориште     |
| ФК Минерал           | Бања Врућица |
| ФК Рудар             | Станари      |
| ФК БСК               | Бушлетић     |
| ФК Лијешће           | Лијешће      |
| ФК Озренски соколови | Бољанић      |
| ФК Борац             | Которско     |
| ФК Слога             | Горње Колибе |
| ФК Задругар          | Сијековац    |
| ФК Полет             | Подновље     |
| ФК 4. јули †         | Појезна      |

- † Угашен клуб

## Подручна лига Републике Српске Добој,група Шамац-Модрича
У Подручној лиги Републике Српске, група Шамац-Модрича такмичи се 16 клубова. Подручна лига РС Добој је подијељена на двије групе,Добој-Брод и Шамац-Модрича. Клубови у сезони 2020/21  .
| Клуб               | Мјесто        |
| ------------------ | ------------- |
| ФК Посавина        | Милошевац     |
| ФК Скугрић 1964    | Скугрић Доњи  |
| ФК Добор           | Модрича       |
| ФК Братство        | Доња Дубица   |
| ФК Задругар        | Таревци       |
| ФК Будућност       | Горња Слатина |
| ФК Омладинац       | Модрича       |
| ФК Пелагићево      | Пелагићево    |
| ФК Црквина         | Црквина       |
| ФК Партизан        | Копривна      |
| ФК Требавац Врањак | Врањак        |
| ФК Младост         | Српска Тишина |
| ФК Црвена звијезда | Гајеви        |
| ФК Кладари Горњи   | Кладари Горњи |
| ФК Слога 73        | Скугрић Доњи  |
| ФК Звијезда †      | Крушково Поље |

- † Угашен клуб

## Подручнa лига Републике Српске Бијељина,група Посавина
У  Подручној лиги Републике Српске у групи Посавина, такмичи се 16 клубова. Подручна лига РС „Посавина" је до 2013/14 сезоне била спојена са Подручном лигом РС „Семберија". Подручна лига РС  Бијељина је подијељена на три групе,Посавина,Сембeрија и Бирач.
 Kлубови у сезони 2020/21.
| Клуб                  | Мјесто       |
| --------------------- | ------------ |
| ФК Црвена Звијезда    | Доњи Жабар   |
| ФК Грчица             | Брчко        |
| ФК Гредицe            | Гредице      |
| ФК Једниство          | Кореташи     |
| ФК Југовић            | Гредице      |
| ФК Младост            | Лончари      |
| ФК Младост            | Сандићи      |
| ФК Стријелац          | Тутњевац     |
| ФК Обилић             | Крепшић      |
| ФК ФК Младост 2003    | Попово Поље  |
| ФК Будућност Ред Стар | Вучиловац    |
| ФК Задругар           | Буквик       |
| ФК Мајевица           | Лопаре       |
| ОФК Брезик            | Брезик       |
| ФК Борац              | Ражљево      |
| ФК Слијепчевићи       | Слијепчевићи |

## Подручна лига Републике Српске Бијељина,група Семберија
У Подручној лиги Републике Српске у групи Семберија, такмичи се 14 клубова. Подручна лига РС „Семберија" је до 2013/14 сезоне била спојена са Подручном лигом РС „Посавина". Подручна лига РС  Бијељина је подијељена на три групе,Посавина,Семберија и Бирач.
 Клубови у сезони 2020/21.
| Клуб            | Мјесто           |
| --------------- | ---------------- |
| ФК Јединство СП | Суво Поље        |
| ФК Mladost      | Велика Обарска   |
| ФК Пролетер     | Рухотина-Јоховац |
| ФК Дрина        | Амајлије         |
| ФК Балатун      | Балатун          |
| ФК Ново Доба    | Чардачине        |
| ФК Милош Обилић | Јања             |
| ФК Семберија    | Попови           |
| ФК Пантери      | Загони           |
| ФК Прибој       | Прибој           |
| ФК Магнојевић   | Магнојевић Горњи |
| ФК Обарска      | Велика Обарска   |
| ОФК Колектив    | Међаши           |
| ФК Дрина        | Батар            |

## Подручна лига Републике Српске Бијељина,група Бирач
У Подручној лиги Републике Српске, група Бирач такмичи се 10 клубова. Подручна лига РС  Бијељина је подијељена на три групе,Посавина,Сембeрија и Бирач.Клубови у сезони 2020/21.
| Клуб         | Мјесто      |
| ------------ | ----------- |
| ФК Брањево   | Брањево     |
| ФК Борац     | Осмаци      |
| ФК Будућност | Скелани     |
| ФК Јадар     | Нова Касаба |
| ФК Јардан    | Јардан      |
| ФК Јасеница  | Јасеница    |
| ФК Полет     | Кравица     |
| ФК Раднички  | Каракај     |
| ФК Пецка     | Роћевић     |
| ФК Бирач     | Дервента    |

## Побједници од 2008 године

### 2008/09
| Назив лиге                           | Клуб побједник | Локација клуба |
| ------------------------------------ | -------------- | -------------- |
| Подручна лига Приједор               | СФК Славија    | Приједор       |
| Подручна лига Градишка               | ФК Јабланица   | Јабланица      |
| Подручна лига Бања Лука              | ФК Минерал     | Бања Врућица   |
| Подручна лига Добој-запад            | ФК Борац       | Осиња          |
| Подручна лига Добој-центар           | ФК Лијешће     | Лијешће        |
| Подручна лига Добој-исток            | ФК Звијезда    | Крушково Поље  |
| Подручна лига Бијељина-Брчко-Угљевик | ФК Илићка 01   | Брчко          |
| Подручна лига Бијељина- Бирач        | ФК Јединство   | Роћевић        |

### 2009/10
| Назив лиге                           | Клуб побједник   | Локација клуба  |
| ------------------------------------ | ---------------- | --------------- |
| Подручна лига Приједор               | ФК Житопромет    | Приједор        |
| Подручна лига Градишка               | ФК Омладинац     | Брестовчина     |
| Подручна лига Бања Лука              | ФК Будућност     | Шарговац        |
| Подручна лига Добој-запад            | ФК Вучијак       | Мајевац         |
| Подручна лига Добој-центар           | ФК Скугрић       | Скугрић         |
| Подручна лига Добој-исток            | ФК Младост       | Српска Тишина   |
| Подручна лига Бијељина-Брчко-Угљевик | ФК Семберија Гај | Чађавица Средња |
| Подручна Бијељина - Бирач            | OФК Трновица     | Трновица        |

### 2010/11
| Назив лиге                           | Клуб побједник | Локација клуба  |
| ------------------------------------ | -------------- | --------------- |
| Подручна лига Приједор               | ФК Борац       | Козарска Дубица |
| Подручна лига Градишка               | ФК Обрадовац   | Градишка        |
| Подручна лига Бања Лука              | ФК Прогрес     | Кнежево         |
| Подручна лига Добој                  | ФК Звијезда    | Гајеви          |
| Подручна лига Бијељина-Брчко-Угљевик | ФК Задругар    | Црњелово Доње   |
| Подручна лига Бијељина- Бирач        | ФК Бирач       | Дервента        |

### 2011/12
| Назив лиге                           | Клуб побједник     | Локација клуба  |
| ------------------------------------ | ------------------ | --------------- |
| Подручна лига Приједор               | ОФК Брдо           | Хамбарине       |
| Подручна лига Градишка               | ФК Поткозарје      | Александровац   |
| Подручна лига Бања Лука              | ФК Крупа           | Крупа на Врбасу |
| Подручна лига Добој                  | ФК Црвена звијезда | Обудовац        |
| Подручна лига Бијељина-Брчко-Угљевик | ФК Партизан        | Доња Трнова     |
| Подручна лига Бијељина- Бирач        | ФК Раднички        | Каракај         |

### 2012/13
| Назив лиге                           | Клуб побједник | Локација клуба |
| ------------------------------------ | -------------- | -------------- |
| Подручна лига Приједор               | ФК Козара      | Доњи Орловци   |
| Подручна лига Градишка               | ФК Младост     | Сеферовци      |
| Подручна лига Бања Лука              | ФК Карановац   | Карановац      |
| Подручна лига Добој                  | ФК Минерал     | Бања Врућица   |
| Подручна лига Бијељина-Брчко-Угљевик | ФК Звијезда 09 | Бијељина       |
| Подручна лига Бијељина- Бирач        | ФК Локањ       | Локањ          |

### 2013/14
| Назив лиге                        | Клуб побједник  | Локација клуба     |
| --------------------------------- | --------------- | ------------------ |
| Подручна лига Приједор            | ФК ФСА          | Приједор           |
| Подручна лига Градишка            | ФК Лијевче      | Нова Топола        |
| Подручна лига Бања Лука           | ФК Младост      | Котор Варош        |
| Подручна лига Добој               | ФК Полет 1926   | Брод               |
| Подручна лига Бијељина-Посавина   | ФК Српска Варош | Брчко              |
| Подручна лига Бијељина- Семберија | ФК Пролетер     | Рухотина \|Јоховац |
| Подручна лига Бијељина-Бирач      | ФК Јардан       | Јардан             |

### 2014/15
| Назив лиге                        | Клуб побједник | Локација клуба  |
| --------------------------------- | -------------- | --------------- |
| Подручна лига Приједор            | ФК Гомјеница   | Приједор        |
| Подручна лига Градишка            | ФК Слога ДИПО  | Горњи Подградци |
| Подручна лига Бања Лука           | ФК Жељезничар  | Бања Лука       |
| Подручна лига Добој               | ФК Слога       | Дуго Поље       |
| Подручна лига Бијељина-Посавина   | ФК Гредице     | Гредице         |
| Подручна лига Бијељина- Семберија | ФК Партизан    | Доња Трнова     |
| Подручна лига Бијељина-Бирач      | ФК Милићи      | Милићи          |

### 2015/16
| Назив лиге                        | Клуб побједник | Локација клуба |
| --------------------------------- | -------------- | -------------- |
| Подручна лига Приједор            | ФК Партизан    | Костајница     |
| Подручна лига Градишка            | ФК Кладари     | Горњи Кладари  |
| Подручна лига Бања Лука           | ФК Челинац     | Челинац        |
| Подручна лига Добој               | ФК Звијезда    | Какмуж         |
| Подручна лига Бијељина-Посавина   | ФК Омладинац   | Поточари       |
| Подручна лига Бијељина- Семберија | ФК Слога       | Црњелово Горње |
| Подручна лига Бијељина-Бирач      | ФК Будућност   | Пилица         |

### 2016/17
| Назив лиге                        | Клуб побједник | Локација клуба |
| --------------------------------- | -------------- | -------------- |
| Подручна лига Приједор            | ФК Слога       | Саничани       |
| Подручна лига Градишка            | ФК Милан       | Косјерово      |
| Подручна лига Бања Лука           | ФК Горица      | Шипово         |
| Подручна лига Добој               | ФК Слога       | Јакеш          |
| Подручна лига Бијељина-Посавина   | ФК Мајевица    | Лопаpe         |
| Подручна лига Бијељина- Семберија | ФК Ново доба   | Чардачине      |
| Подручна лига Бијељина-Бирач      | ФК Српски соко | Челопек        |

### 2017/18
| Назив лиге                        | Клуб побједник | Локација клуба |
| --------------------------------- | -------------- | -------------- |
| Подручна лига Приједор            | ФК Братство    | Козарац        |
| Подручна лига Градишка            | ФК 13 скојевки | Грбавци        |
| Подручна лига Бања Лука           | ФК Крајина     | Бања Лука      |
| Подручна лига Добој               | ФК Вучијак     | Мајевац        |
| Подручна лига Бијељина-Посавина   | ФК Рудар 1925  | Угљевик        |
| Подручна лига Бијељина- Семберија | ФК Слобода     | Доњи Загони    |
| Подручна лига Бијељина-Бирач      | ФК Бирач       | Дервента       |

### 2018/19
| Назив лиге                        | Клуб побједник   | Локација клуба |
| --------------------------------- | ---------------- | -------------- |
| Подручна лига Приједор            | ФК Пламен        | Доње Водичево  |
| Подручна лига Градишка            | ФК Козара        | Турјак         |
| Подручна лига Бања Лука           | ФК Слога Нектар  | Поткозарје     |
| Подручна лига Добој               | ФК Хајдук        | Кожухе         |
| Подручна лига Бијељина-Посавина   | ФК Младост       | Сандићи        |
| Подручна лига Бијељина- Семберија | ФК ОФК Јања 2009 | Јањa           |
| Подручна лига Бијељина-Бирач      | ФК Табанци       | Табанци        |

### 2019/20
| Назив лиге                                  | Клуб побједник  | Локација клуба |
| ------------------------------------------- | --------------- | -------------- |
| Подручна лига Приједор                      | ФК Сводна       | Сводна         |
| Подручна лига Градишка                      | ФК Торпедо      | Церовљани      |
| Подручна лига Бања Лука                     | ФК БСК          | Бања Лука      |
| Подручна лига Добој                         | ФК Укрина       | Чечава         |
| Подручна лига Бијељина-Посавина,група запад | ФК Локомотива • | Брчко          |
| Подручна лига Бијељина-Посавина,група исток | ФК Борац        | Ражљево        |
| Подручна лига Бијељина- Семберија           | ФК Слога 2      | Црњелово Горње |
| Подручна лига Бијељина-Бирач                | ФК Локањ        | Локањ          |

Napomena
- ФК  Локомотива Брчко свеукупни побједник Подручне лиге Бијељина-Посавина